# Cinéma Corvin
Le Cinéma Corvin (en hongrois : Corvin mozi) est un édifice situé dans le 8e arrondissement de Budapest.